# Patto di San Sebastián
Il Patto di San Sebastián fu un accordo politico ufficializzato il 27 agosto 1930 nell'omonima città dei Paesi Baschi tra le formazioni politiche repubblicane con lo scopo di detronizzare il re Alfonso XIII e far cadere la monarchia.

## Storia
Aderirono all'accordo i liberali repubblicani moderati Niceto Alcalá-Zamora e Miguel Maura, il socialista Indalecio Prieto e i repubblicani catalani di Lluís Companys. Questi ultimi a condizione che alla Catalogna venisse concesso uno statuto di autonomia. All'accordo aderirono anche militari come il generale Gonzalo Queipo de Llano (futuro golpista) e gli ufficiali dell'aviazione Ramón Franco (fratello di Francisco) e Ignacio Hidalgo de Cisneros (futuro capo dell'aviazione repubblicana durante la guerra civile).
In dicembre si decise la formazione di un comitato rivoluzionario guidato da Alcalá-Zamora (che in seguito si sarebbe trasformato nel primo governo provvisorio dopo la caduta della monarchia). Il sindacato socialista (UGT) proclamò uno sciopero che non venne contrastato dal sindacato anarchico (CNT). Il colpo di stato doveva attuarsi il 15 dicembre 1930; tuttavia, a Jaca scoppiò un moto prematuro il 12 dicembre, guidato dal capitano Fermín Galán, tentativo che fallì in breve tempo. Sia Galán che un altro ufficiale insorto, il capitano Ángel García Hernández, furono fucilati.
Il 14 aprile 1931 a seguito dei risultati delle elezioni amministrative il re fu costretto ad abbandonare il paese e venne proclamata la Seconda Repubblica spagnola.